# Beni Zoug Zoug
 (novembre 2015).
Beni Zoug Zoug, également orthographié Beni Zug Zug, est l'appellation d'une tribu berbère, et de son territoire, située sur la rive gauche du Chelif, près de Miliana, sur le versant nord de l'Ouarsenis jusqu'à Aïn Defla, en Algérie.

## Présentation
Les Beni Zoug Zoug sont une ancienne confédération, démembrée, qui a formé plusieurs tribus: 
- les Ahel el Oued, riverains du Chélif
- les Ouled Mirah,
- les Ouled Mbakhtah,
- les Ouled Cheikh
- les Ouled Abbou

Ces diverses populations berbères (qu'on appelait kabyles il y a un siècle, mais qui sont hors de l'actuelle Kabylie) tirent leurs noms des Marabouts missionnaires qui, lors de l'invasion, vinrent s'établir parmi elles pour y prêcher l'Islam.
Les tribus Beni Zoug Zoug habitent une grande partie de la plaine du Chélif, qui est fertile, mais marécageuse.
Chez les Ouled Mirah, à Kherbet el Zehafah, on trouve des ruines romaines qui pourraient être celles de Fundus Gallonatis , qui, au dire d'Ammien Marcellin, était une forteresse destinée à relier Oppidum Novum avec Castellum Tingitanum, et protéger les rives du Chélif.
Dans sa pièce de théâtre intitulée "Un chapeau de paille en Italie" (1851), Eugène Labiche fait de ce mot, une injure : "J'allais présenter mes excuses à cette dame, et lui offrir de payer le dommage, lorsque ce militaire s'interpose... Une espèce d'Africain rageur... Il commence par me traiter de petit criquet...! Sapristi...! La moutarde me monte au nez..., et ma foi, je l'appelle Beni-zoug-zoug...!".
Dans un des "Contes du lundi" d'Alphonse Daudet , "Un décoré du 15 août", s'entend dire  « Ce n'est pas toi qu'on voulait décorer ; c'est le kaïd des Zoug-Zougs »...,